# 正岡ジャイル
正岡 ジャイル（まさおか ジャイル、1960年3月16日 - ）は、ブラジル出身の元サッカー選手、サッカー指導者。現役時代のポジションは、ミッドフィールダー。

## 来歴
1981年、読売サッカークラブでキャリアをスタートさせ、その後は全日空横浜サッカークラブ、中央防犯サッカー部でプレー。1992年、京都紫光クラブ（現：京都サンガF.C.）へ移籍し、1994年に現役を引退した。
引退後も京都に残り、トップチームの通訳や下部組織のコーチを歴任した。2006年、トップチームのコーチに就任。2011年からは、海外スカウト担当を務めた。2014年6月より、トップチームのコーチに再任。
2018年シーズンをもって京都の通訳兼副務を退任した。
2020年、京都府の東山高等学校サッカー部コーチを経て、2021年よりカターレ富山のトップチーム通訳兼アシスタントコーチに就任。

## 所属クラブ
- 1981年 - 1982年 読売サッカークラブ[1]
- 1983年 - 1985年 全日空横浜サッカークラブ[1]
- 1986年 - 1991年 中央防犯サッカー部[1]
- 1992年 - 1994年 京都紫光クラブ / 京都パープルサンガ[1]

## 指導歴
- 1995年 - 2018年 京都パープルサンガ / 京都サンガF.C.
  - 1995年 - 2000年 トップチーム通訳[1]
  - 2001年 - 2002年 普及部 コーチ[1]
  - 2003年 - 2004年 ジュニアチームコーチ兼普及部コーチ[1]
  - 2005年 U-12コーチ兼普及部コーチ[1]
  - 2006年 - 2007年 トップチーム コーチ[1]
  - 2008年 U-15 コーチ[1]
  - 2009年 - 2010年 トップチーム コーチ[1]
  - 2011年 - 2014年 強化部海外スカウト担当[1]
  - 2014年6月 - 2015年 トップチームコーチ兼通訳[1]
  - 2016年 - 2017年 トップチームアナライジング（分析担当）[1]
  - 2018年 トップチーム通訳兼副務[1]
- 2020年 京都府東山高校 コーチ
- 2021年 - 2022年 カターレ富山 トップチーム通訳兼アシスタントコーチ